# نزار اللبدي
نزار عوني اللبدي (1951) مدير أعمال وكاتب وشاعر أردني. ولد في الحسينية من محافظة الكرك. حصل على بكالوريوس في إدارة الأعمال عام 1973 من الجامعة الأردنية وعلى الماجستير في الأدب والنقد من جامعة اليرموك، 1990. عمل في شركة المواد الزراعيّة في دمشق، وفي أحد المصارف الماليّة في عمّان وجدّة، وفي جامعة اليرموك، ثم في شركة مركز الكتب الأردنية. له مؤلفات في تخصصه العلمي وديوانا الشعر. 

## سيرته
ولد نزار عوني اللبدي في الحسينية في الكرك سنة 1951. أنهى دارسته الثانوية في الكلية العلمية الإسلامية بعمان 1969، حصل على بكالوريوس في إدارة الأعمال عام 1973 من الجامعة الأردنية وعلى الماجستير في الأدب والنقد من جامعة اليرموك فحصل على دكتوراه في علم النفس التربوي. 

عمل في جامعة اليرموك 74-86، ويعمل حالياً في الجامعة الهاشمية. عمل أيضًا في شركة المواد الزراعية بدمشق 1973 -74 وفي البنك العربي بعمان وجدة 1974-76، ويعمل منذ 1986 في شركة مركز الكتب الأردنية.

هو عضو رابطة الكتاب الأردنيين، والأمانة العامة للاتحاد العام للأدباء والكتاب العرب.

## مؤلفاته
من دواوينه الشعرية:
- كلمات من قاموس ما، 1984
- ذات الأبواب ، 1990

في موضوعات الأخرى:
- دراسة فنية في قصيدة أيام الصقر لأدونيس، 2015
- الأمن البيئي وإدارة النفايات البيئية، 2014
- إدارة العلاقات العامة وتنميتها، 2014
- تنمية الأداء الوظيفي والإداري، 2015
- التنمية المستدامة:استغلال الموارد الطبيعية والطاقة المتجددة، 2015